# José Henrique Santos
José Henrique Santos (Paracatu, 1934) é um filósofo e professor universitário brasileiro, com trabalhos acerca da filosofia alemã, em especial Hegel e a fenomenologia de Husserl e Heidegger. Graduou-se em filosofia pela UFMG (1959) e especializou-se na Universidade de Freiburg (1964), obtendo título de doutorado em 1972 na UFMG. Professor emérito da Faculdade de Filosofia e Ciências Humanas da Universidade Federal de Minas Gerais desde 2009, é professor titular desde 1992. 
Foi vice-reitor (1978-1982) e reitor (1982-1986) da UFMG, tendo participado da consolidação da FAFICH no período de redemocratização. Foi presidente da Associação Nacional de Pós-Graduação em Filosofia entre os anos de 1992 e 1994. 